# أليس إيفانز
أليس إيفانز (بالفرنسية: Alice Evans )‏ (و. 1971 – م) هي ممثلة، من فرنسا، ولدت في بريستول.

## التعليم
تعلمت في كلية لندن الجامعية، ومدرسة فلوران ‏.

## وصلات خارجية
- أليس إيفانز على موقع IMDb (الإنجليزية)
- أليس إيفانز على موقع ألو سيني (الفرنسية)
- أليس إيفانز على موقع أول موفي (الإنجليزية)
- أليس إيفانز على موقع قاعدة بيانات الأفلام السويدية (السويدية)
- أليس إيفانز على موقع إن إن دي بي (الإنجليزية)
- أليس إيفانز على موقع قاعدة بيانات الفيلم (الإنجليزية)
- أليس إيفانز على موقع كينوبويسك (الروسية)